# Тульская епархия
Тульская епархия — епархия Русской православной церкви, объединяющая приходы и монастыри в восточной части Тульской области (в границах городских округов Тула и Донской, а также Богородицкого, Венёвского, Воловского, Ефремовского, Кимовского, Киреевского, Куркинского, Новомосковского и Узловского районов). Входит в состав Тульской митрополии.
Правящий архиерей — митрополит Алексий (Кутепов).

## История
Мысль Екатерины II об учреждении в Туле для Тульской губернии особой архиерейской кафедры была осуществлена в царствование Павла I. Указом от 31 июля 1799 года он повелел Святейшему синоду: «Вообще по всем епархиям распределить ведомство каждой сообразно пределам губерний, и самые названия епархий, для большего единообразия, переменить по званию тех губерний, в коих кафедры их состоят». Вследствие чего епископу Коломенскому Мефодию, Святейший синод предписал перенести свою кафедру в Тулу, в предназначенный архиерейский двор в Предтечевом монастыре, куда он и прибыл 20 февраля 1800 года в звании епископа Тульского и Белёвского.
На протяжении XIX века в Тульской епархии были созданы, кроме духовной семинарии, четыре духовных училища: в Туле — на 170 воспитанников, в Белёве — на 320, в Новосиле обучались 400, в Венёве — 200 учеников. Всех воспитанников в духовных училищах епархии насчитывалось до 2250 человек. По статистике 1806 года в Тульской епархии насчитывалось: церквей каменных — 287, деревянных — 484, приходских и господских дворов — 3755, обывательских — 77 937, при общем числе прихожан — 901 258 чел, из коих духовного звания — 15 110. В 1850 году по 8-й ревизии в Тульской епархии числилось: штатных мужских монастырей — 2, заштатных — 1, пустынь — 1, женских монастырей — 2, соборных церквей в городах — 10, приходских — 90, из коих домовых — 7, в селах церквей — 774, а всего церквей — 886, из коих каменных — 580, деревянных — 306, штатных протоиереев — 10, священников — 1003, диаконов — 617, церковнослужителей — 2021, церковных земель имелось — около 28 тысяч десятин, всего приходских дворов — около 100 тысяч, число прихожан — 1 115 000 обоих полов, из которых 12 860 духовного звания.

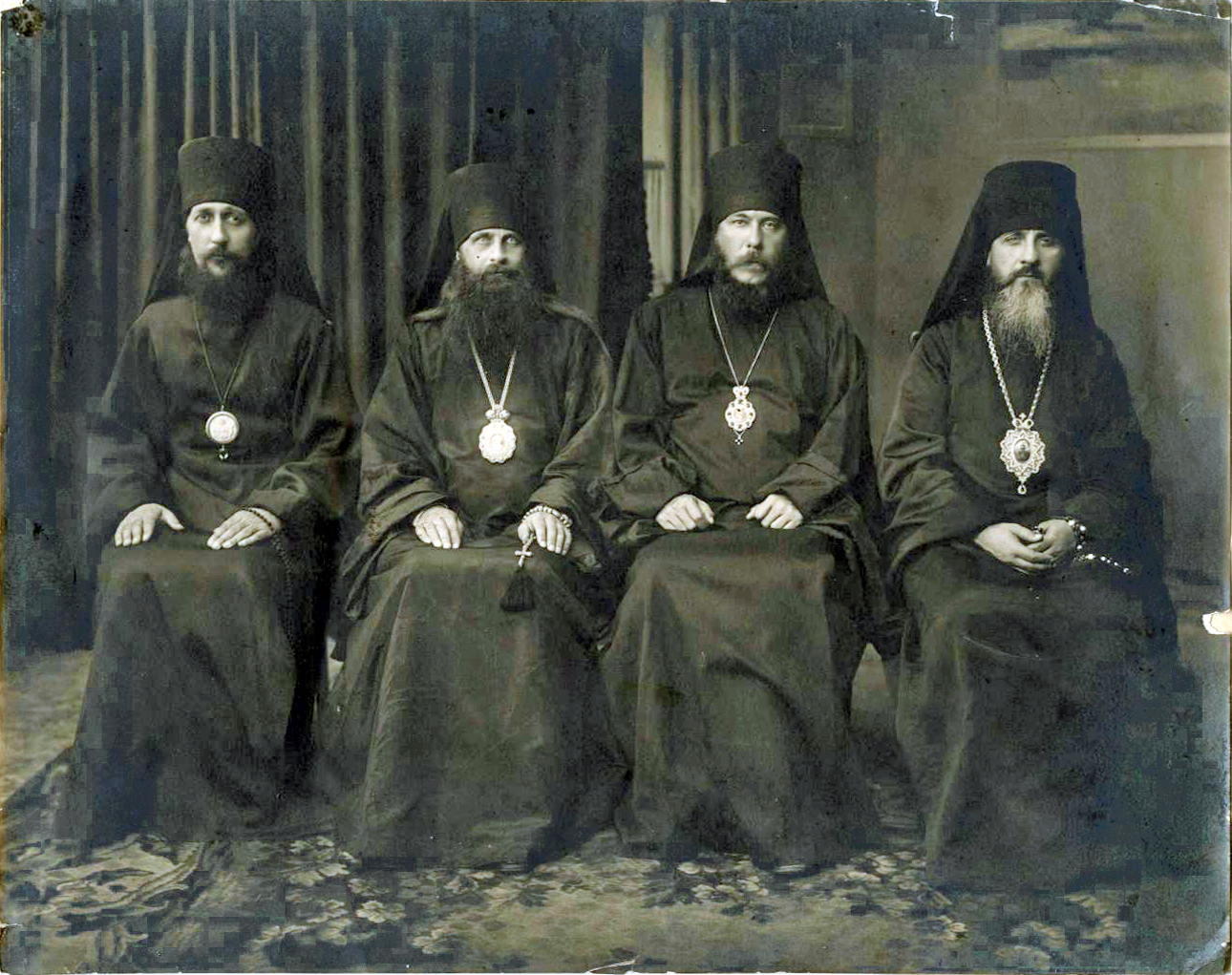
Епископы Тульской епархии в 1920 году: епископ Скопинский Игнатий (Садковский), епископ Тульский и Одоевский Ювеналий (Масловский), епископ Новосильский Корнилий (Соболев), епископ Епифанский Виталий (Введенский)

В годы Великой Отечественной войны отношения мужду государственной властью и Русской православной церковью немного улучшились. Верующим была дана возможность ходатайствовать перед областными властями об открытии храмов и организации приходов. Согласно письму уполномоченного совета по делам РПЦ при Тулоблисполкоме в 1943 году в Тульской области имелось 336 зданий религиозного назначения, используемых под «культурно-хозяйственные цели», и 131 не используемое здание. Из этого количества действующих православных храмов было всего 7, из них два — в Туле (патриарший во имя Двенадцати Апостолов и обновленческий Всехсвятский) и по одному в Венёве, Калуге, Крапивенском, Тарусском и Заокском районах.
В Тульской области к 1945 году было подано 30 прошений об открытии храмов, из которых только 4 были удовлетворены. Окормлением верующих в регионе к тому моменту занимались 13 священников, 2 диакона и 6 псаломщиков, число которых в течение последующего года выросла в два раза. В 1945 году было подано ещё 89 прошений, удовлетворены лишь 9. Подобные прошения продолжали поступать ежегодно, и к началу 1950-х годов в Тульской епархии было 39 действующих церквей. Церковные праздники в храмы Тульской области собирали до несколько десятков тысяч человек. С середины 1960-х годов до 1988 года Тульская епархия насчитывала 34 прихода (из них 4 — в Туле), затем начался их быстрый рост.
В 1987 году по инициативе архиепископа Тульского Максима (Крохи) с благословения патриарха Пимена было установлено празднование Собору Тульских святых. В него вошли имена святых Тульского края, включая подвижников, связанных с Куликовской битвой.
В 1989 году епархию возглавил митрополит Серапион (Фадеев). С этого времени начался процесс возрождения. Практически во всех храмах Тулы и области шли реставрация, обновление, ремонт. Была восстановлена колокольня Никольского храма, приобрели первоначальный вид храмы Сергия Радонежского и Вознесения в Заречье, Богородичный Щегловский монастырь и Успенский собор в Кремле.
27 декабря 2011 году из Тульской епархии выделена Белёвская епархия; обе вошли в состав новообразованной Тульской митрополии.

## Названия
- 1799—1919 — Тульская и Белёвская
- 1919—1920 — Тульская и Венёвская
- 1920—1944 — Тульская и Одоевская
- 1944—2011 — Тульская и Белёвская
- с 2011 года — Тульская[5]

## Архиереи
- 31 декабря 1799 — 31 декабря 1803 — Мефодий (Смирнов)
- 10 января 1804 — 7 февраля 1816 — Амвросий (Протасов)
- 27 февраля 1816 — 16 июня 1818 — Симеон (Крылов-Платонов)
- 21 июля 1818 — 29 октября 1821 — Авраам (Шумилин)
- 6 ноября 1821 — 19 декабря 1850 — Дамаскин (Россов)
- 4 марта 1851 — 11 июня 1857 — Димитрий (Муретов)
- 20 июля 1857 — 29 августа 1860 — Алексий (Ржаницын)
- 22 октября 1860 — 27 июня 1893 — Никандр (Покровский)
- июнь 17 июля 1893 — Арсений (Иващенко) в/у
- 17 июля 1893 — 2 ноября 1896 — Ириней (Орда)
- 2 ноября 1896 — 17 июня 1904 — Питирим (Окнов)
- 17 июня 1904 — 15 февраля 1908 — Лаврентий (Некрасов)
- 15 февраля 1908 — 25 мая 1917 — Парфений (Левицкий)
- 1912 — Евдоким (Мещерский) в/у
- 29 июля 1917 — 1 ноября 1923 — Иувеналий (Масловский)
- 1922—1923 — Игнатий (Садковский) в 1922 — в/у
- 1 ноября 1923 — 8 мая 1925 — Николай (Могилевский)
- 28 сентября 1927—1928 — Борис (Шипулин)
- 22 августа — 21 декабря 1928 — Тихон (Тихомиров)
- 18 декабря 1928 — 5 декабря 1933 — Флавиан (Сорокин)
- 5 декабря 1933 — 18 июня 1936 — Онисим (Пылаев)
- 18 июня — сентябрь 1936 — Александр (Щукин)
- 2 февраля — 26 августа 1937 — Аполлос (Ржаницын) в/у, епископ Моршанский
- 31 октября 1940 — 12 мая 1941 — Алексий (Сергеев) номинально
- 1942—1943 — Питирим (Свиридов) в/у, епископ Калужский
- 14 июля 1943 — май 1944 — Алексий (Сергеев) в/у, архиепископ Рязанский
- 13 июля 1944 — 19 июля 1946 — Виталий (Введенский)
- 19 июля 1946 — 1 апреля 1952 — Антоний (Марценко)
- 1 апреля 1952 — 9 февраля 1954 — Сергий (Ларин)
- 9 февраля 1954 — 16 марта 1961 — Антоний (Кротевич)
- 16 марта — 14 ноября 1961 — Пимен (Извеков)
- 14 ноября 1961 — 27 января 1966 — Алексий (Коноплев)
- 27 января — 7 июля 1966 — Антоний (Кротевич)
- 7 июля 1966 — 20 марта 1969 — Варфоломей (Гондаровский)
- 20 марта 1969 — 11 июня 1977 — Ювеналий (Поярков)
- 11 июня 1977 — 19 апреля 1978 — Викторин (Беляев)
- 19 апреля 1978 — 29 июля 1986 — Герман (Тимофеев)
- 29 июля 1986 — 6 июля 1989 — Максим (Кроха)
- 6 июля 1989 — 19 ноября 1999 — Серапион (Фадеев)
- 19 ноября 1999 — 7 октября 2002 — Кирилл (Наконечный), в/у до 19 июля 2000
- с 7 октября 2002 — Алексий (Кутепов)

## Викариатства
- Алексинское (недейств.)
- Белёвское (ныне самостоятельная епархия)
- Богородицкое (недейств.)
- Венёвское, благочинный — епископ Венёвский Феодорит (Тихонов)
- Епифанское (недейств.)
- Ефремовское (недейств.)
- Каширское (ныне викариатство Московской епархии)
- Новосильское (недейств.)[1]

## Благочиния и благочинные
На декабрь 2022 года в епархии 14 церковных округов:
- Центральное благочиние г. Тула — протоиерей Сергий Резухин
- Восточное благочиние г. Тула — протоиерей Павел Савельев
- Западное благочиние г. Тула — протоиерей Игорь Корейша
- Северное благочиние г. Тула — протоиерей Вячеслав Ковалевский
- Богородицкое благочиние — протоиерей Стефан Гривас
- Веневское благочиние
- Воловское благочиние — протоиерей Алексий Резухин
- Ефремовское благочиние — священник Вячеслав Слепнев
- Кимовское благочиние — священник Илия Семенов
- Киреевское благочиние — протоиерей Сергий Ковалевский
- Новомосковское благочиние — протоиерей Владимир Лысиков
- Узловское благочиние — игумен Силуан (Ершов)
- Благочиние тюремных храмов и молитвенных комнат — иерей Серафим Горюнов
- Благочиние монастырей — игумен Агафангел (Болдин)

## Монастыри
- Богородичный Пантелеймонов Щегловский монастырь в Туле (мужской)
- Успенский монастырь в Новомосковске (мужской)
- Богородице-Рождественский монастырь в Туле (женский)
- Казанский монастырь в селе Папоротка Богородицкого района (женский)
- Свято-Никольский монастырь в селе Венёв-Монастырь Венёвского района (женский)

## Образовательные учреждения
- Тульская духовная семинария